# 道格拉斯·肯尼
道格拉斯·克拉克·弗朗西斯·肯尼（Douglas Clark Francis Kenney，1946年12月10日—1980年8月27日）是一位美国喜剧作家。 他曾參與創作喜剧動物屋和瘋狂高爾夫 。
1980年夏天，切维·切斯和肯尼前往茂宜島度假。 1980年8月26日，肯尼独自前往考爱岛。8月27日，他从位於哈納佩佩的一處观景台坠落身亡。警方于次日在其坠崖地点附近发现了他租來的车辆，并于8月31日寻获其遗体。考艾岛警方認為他是因意外而墜崖。 